# Tratemulyo
Tratemulyo is een bestuurslaag in het regentschap Kendal van de provincie Midden-Java, Indonesië. Tratemulyo telt 2805 inwoners (volkstelling 2010).